# Poděbrady
Poděbrady (Tjekkisk udtale:[ˈpoɟɛbradɪ]; tysk: Podiebrad) er en kurby i Nymburk-distriktet i den tjekkiske region Centralbøhmen i Tjekkiet. Den har omkring 15.000 indbyggere. Den ligger ved floden Elben. Den historiske bymidte er velbevaret og er beskyttet ved lov som et bymonumentzone. Ud over byen består kommunen af landsbyerne Kluk, Polabec, Přední Lhota og Velké Zboží.

## Geografi
Poděbrady ligger omkring 7 km sydøst for Nymburk og 39 km øst for Prag. Den ligger på det Centrale Elb-plateau i Polabí-regionen. Floden Elben løber gennem byen.
Syd for byen ligger Poděbrady-søen. Det er en 260 hektar stor sø, der er skabt ved oversvømmelse af et udgravet sandstensbrud. Den bruges hovedsageligt til rekreative formål.

## Historie
Den første skriftlige omtale af Poděbrady er fra 1223, den første ubekræftede omtale er fra 1199. En langdistancehandelsrute, der løb fra Prag til det østlige Bøhmen og derefter videre til Schlesien og Polen, passerede gennem det daværende skovklædte landskab, der var gennemvævet af et tæt netværk af flodgrene. Denne vigtige forbindelse krydsede Elben vest for den nuværende by ved et sted, der hedder Na Vinici. Godset Poděbrady var privat, men mellem 1262 og 1268 blev det kong Ottokar 2.s ejendom som escheat, og han byggede et vandslot i sten i Poděbrady. Stedet er blevet en populær destination for herskere på grund af dets nærhed til Prag og muligheden for jagt i de lokale skove.
Kejser Karl 4. overdrog godset til herrerne af Kunštát, som senere blev kendt som Herrer af Poděbrady. Under deres tilstedeværelse opnåede Poděbrady sin største velstand. I 1472 fik Poděbrady byens privilegier fra kong Georg af Poděbrady.
Under Ferdinand 1. blomstrede Poděbrady yderligere op, men i det 17. århundrede led byen under Trediveårskrigen og brande. Den største brand ramte Poděbrady i 1681, hvor rådhuset og de fleste af træhusene brændte helt ned. Efter denne begivenhed var det kun tilladt at bygge murstenshuse på pladsen. Bymuren blev revet ned, og byen ændrede karakter på kort tid.